# Georg Wolfgang Franz Panzer
Georg Wolfgang Franz Panzer (Etzelwang, Palatinado, 31 de mayo de 1755 - Hersbruck, Núremberg, 28 de junio de 1829) fue un médico, botánico, pteridólogo, aracnólogo, y entomólogo alemán.
Doctor en medicina, ejerce en Hersbruck. Botánico renombrado, conforma un herbario de una muy grande riqueza.
Poseyó una importante colección de insectos que le permitió diseñar una vasta obra, Faunae Insectorum Germaniae initia oder Deutschlands Insecten que publica en Núremberg entre 1796 y 1813; obra ilustrada por Jacob Sturm (1771–1848) y contiene más de 2600 grabados coloreados a mano.

## Algunas publicaciones
- 1781. Observationum Botanicarum specimen
- 1783. Beytrag zur Geschichte des ostindischen Brodbaums, mit einer systematischen Beschreibung desselben … Nebst einer Kupfertafel
- 1785. De dolore (Altorfi)
- 1787. Versuch einer natürlichen Geschichte der Laub- und Lebermoosse nach Schmidelschen-Schreberschen und Hedwigschen Beobachtungen
- 1793–1813. Faunae Insectorum Germanicae Initia, oder Deutschlands Insecten. 109 partes, 2640 placas de cobre de Jacob Sturm, editó Dr. G. W. F. Panzer. Edición de Zweyte. [Fortgesetzt bis 1844 von] Dr G. A. W. Herrich-Schaffer
- 1794. Faunae Insectorum Americes Borealis prodomus, etc
- 1795. Deutschlands Insectenfaune oder entomologisches Taschenbuch für das Jahr 1795
- 1802. Symbolae Entomologicae … Cum tabulis XII. aeneis
- 1802. Viro … venerabili G. W. Panzero parenti suo … gratulatur, simulque quaedam de D. J. G. Volcamero, … additis duabus ad illum epistolis H. Boerhaave et I. Pitt[on] Tournefort, … exponit D. G. W. F. Panzer
- 1804. Systematische Nomenclatur uber weiland … J. C. Schaeffers naturlich ausgemahlte Abbildungen regensburgischer Insekten, etc. D. J. C. Schaefferi iconum insectorum circa Ratisbonam indigenorum enumeratio systematica opera et studio G. W. F. P.
- 1805. Kritische Revision der Insektenfaune Deutschlands. 2 vols.
- 1813. Index entomologicus sistens omnes insectorum species in G. W. F. Panzeri Fauna Insectorum Germanica descriptas atque delineatas … adjectis … observationibus. Parte 1. Eleutherata
- 1813. Ideen zu einer künftigen Revision der Gattungen der Gräser. L.P.

- La abreviatura «Panz.» se emplea para indicar a Georg Wolfgang Franz Panzer como autoridad en la descripción y clasificación científica de los vegetales.[1]

## Abreviatura (zoología)
La abreviatura Panzer  se emplea para indicar a Georg Wolfgang Franz Panzer como autoridad en la descripción y taxonomía en zoología.